# Дом большой мамочки 2
«Дом большой мамочки 2» (англ. Big Momma's House 2) — американская криминальная комедия 2006 года, продолжение фильма «Дом большой мамочки» (2000). В 2011 году вышло продолжение — «Большие мамочки: Сын как отец».

## Сюжет
Агент ФБР Малкольм Тёрнер (Мартин Лоуренс) решает отойти от дел, чтобы больше времени проводить с беременной женой, но узнаёт, что его бывший напарник был убит предположительно Ошимой — одним из людей бизнесмена Тома Фуллера, которого ФБР подозревает в изготовлении компьютерного вируса для террористов. Малкольм решает закончить дело своего коллеги, для чего вновь надевает «костюм» Большой Мамочки и устраивается в дом Фуллера работать няней.

## В ролях
| Актёр                        | Роль                              |
| ---------------------------- | --------------------------------- |
| Мартин Лоуренс               | Малкольм Тёрнер / Большая мамочка |
| Ниа Лонг                     | Шерри Пирс                        |
| Эмили Проктер                | Ли Фуллер                         |
| Закари Ливай                 | Агент Джейк-Кевин Кенилли         |
| Марк Мозес                   | Том Фуллер                        |
| Кэт Деннингс                 | Молли Фуллер                      |
| Хлоя Морец                   | Кэрри Фуллер                      |
| Марисоль Николс              | Лилиана Моралес                   |
| Джош Флиттер                 | Стюарт                            |
| Дэн Лория                    | Кроуфорд                          |
| Яша Вашингтон                | Трент Пирс                        |
| Престон Шоурс и Тревор Шоурс | Эндрю Фуллер                      |
| Рода Гриффис                 | миссис Галлахер                   |
| Кевин Дюранд                 | Ошима                             |
| Уильям Рэгсдэйл              | Боб                               |